# Сан Мартино ин Пасирия
Сан Мартѝно ин Пасѝрия (на италиански: San Martino in Passiria; на немски: Sankt Martin in Passeier, Санкт Мартин ин Пасайер) е малко градче и община в Северна Италия, автономна провинция Южен Тирол, автономен регион Трентино-Южен Тирол. Разположено е на 597 m надморска височина. Населението на общината е 3143 души (към 2010 г.).

## Език
Официални общински езици са и италианският и немският. Най-голямата част от населението говори немски. В общината се говори и други романски език, ладинският.
| %     | Роден език      |
| 0,86  | Италиански език |
| 99,10 | Немски език     |
| 0,03  | Ладински език   |